# Recherche et Industrie Thérapeutiques
Recherche et Industrie Thérapeutiques (R.I.T.) was een farmaceutisch bedrijf opgericht in 1945 te Genval, België, voor de productie van penicilline door Pieter De Somer, die nadien de stichter werd van het Rega Institute for Medical Research en rector van de  Katholieke Universiteit Leuven. Industrieel Jean Lannoye, eigenaar van de Papeteries de Genval, zorgde voor het startkapitaal. Het bedrijf startte met het onderzoek naar en de productie van vaccins in de jaren 1950.
In 1968 werd het bedrijf overgenomen door SmithKline & French en werd de naam veranderd in SmithKline-RIT, daarna (1989) in SmithKline Beecham Biologicals, en sinds 2000 na de fusie tussen Glaxo en SmithKline in GlaxoSmithKline Biologicals.

## Geschiedenis
- 1945: Opgericht als R.I.T. in Genval
- 1956: Start van vaccinproductie (polio vaccin)
- 1958: Aankoop van de site in Rixensart
- 1968: R.I.T. wordt een filiaal van SmithKline Corp.
- 1989: Fusie van SmithKline en Beecham
- 1992: Aankoop van SSW-Dresden
- 1995: Uitbreiding van de site in Rixensart naar twee nieuwe sites:
  - Waver voor productie
  - Gembloers voor scaling-up
- 1995: Joint-venture akkoord in China
- 1997: Joint-venture in Rusland
- 1998: Samenwerkingsakkoord met Egypte
- 1999: Partnership akkoord met Brazilië
- 2000: Fusie van Glaxo and SmithKline tot GlaxoSmithKline